# M2 (Azerbeidzjan)
De M2 is een hoofdweg en snelweg in Azerbeidzjan die een oost-westroute vormt vanaf de hoofdstad Bakoe via Gəncə tot de grens met Georgië bij de rivier Koera. De weg sluit hier aan op de Georgische S4. De weg is 503 km lang.
M1 ·
M2 ·
M3 ·
M4 ·
M5 ·
M6 ·
M7 ·
M8